# زوايا أويلر

زوايا أويلر - المستوي الثابت xyz (باللون الأزرق)، المستوي الدوار XYZ (باللون الأحمر). خط العقد N (باللون الأخضر).

زوايا أويلر (بالإنجليزية: Euler angles)‏ هي ثلاث زوايا نُظِّرَت من طرف العالم ليونهارد أويلر لوصف وجهة جسم صلب (الجسم الذي لا تتغير الأبعاد النسبية بين نقاطه بتقدم الزمن) في الفضاء الإقليدي ثلاثي الأبعاد.

## تطبيقات

جيروسكوب يحافظ على محور دورانه. وبذلك،, الزواياmeasured in this frame are equivalent to angles measured in the lab frame

## وصلات خارجية
- تطبيق جافا من أجل تبيان زوايا أويلر موجود في الموقع http://www.parallemic.org/Java/EulerAngles.html.